# Metepec (Mexico)
Pour les articles homonymes, voir Metepec.
Metepec est une municipalité de l’État de Mexico au Mexique.